# Betula megrelica
Betula megrelica — вид квіткових рослин з родини березових (Betulaceae). Вид знайдений у західній Грузії.

## Морфологічна характеристика
Betula megrelica — це невеликий кущ висотою від одного до чотирьох метрів з кількома основними стовбурами, що виходять трохи вище рівня ґрунту. Ці стовбури часто горизонтальні або навіть вигнуті вниз. Betula megrelica має подібний зовнішній вигляд до B. medwediewii, але має значно менші, вужчі листки та менші плодові сережки.

## Поширення й екологія
Цей вид є ендеміком Грузії. Раніше був відомий по одному екземпляру, взятому з гори Мігарія в 1934 р. Д. Сосновським. У 2013 році дві популяції були розташовані на горі Мігарія та горі Джварі в регіоні Мінгрелія. Росте на висотах від 1200 до 2000 метрів Зростає в субальпійських лісах. На високих висотах утворює густі зарості і карликові ліси на трав'янистих схилах. Його також можна зустріти, що росте з боків відслонень скель з невеликою кількістю ґрунту. На нижніх висотах кущ стає меншим і рідшим. Цілком імовірно, що кущі весь зимовий сезон покриті снігом.

## Загрози й охорона
Основною загрозою для цього виду (особливо на низьких висотах) є надмірний випас худоби та диких тварин, що спричиняє пошкодження стовбура та стебла. Цей вид перебуває в межах запланованої заповідної території Самегрело, але, здається, на даний момент практично немає контролю за використанням або зловживанням ресурсами на землі.